# Jean-Baptiste Camille Corot
Jean-Baptiste Camille Corot (París, 26 de juliol de 1796 - 22 de febrer de 1875) fou un pintor realista francès que se sol associar amb els pintors de l'escola de Barbizon, els quals pintaren en clau realista com a reacció contra el Romanticisme més rigorós de l'època. Encara que el realista Corot tenia el cor d'un romàntic, d'ací que la seva obra sigui un pont entre les dues tendències.

## Biografia
De família rica, Corot va rebre una educació burgesa i va fer els seus estudis a Rouen, entre 1807 i 1812, que el van marcar al llarg de la seva vida. Allá vivia amb un amic anomenat Sennegon, lector de Rousseau i pròxim a les idees il·lustrades, de qui va adquirir el gust per la natura.
Va continuar la seva formació a Poissy i en concloure-la, va comunicar a la seva família el seu desig de ser pintor, però el seu pare s'hi negà i el va contractar com a aprenent al negoci familiar. Camille no va cedir i dedicava gairebé tota la seva jornada laboral a dibuixar, per la qual cosa la família va acabar per entendre la seva vocació i en va finançar la seva formació artística.
En el seu primer i més llarg viatge a Itàlia, entre 1822 i 1825, va descobrir els efectes de la rotunda llum meridional a Roma i els seus voltants i, més encara, a Tívoli i a la vora de Nàpols. Els temes pintats a Itàlia són, amb freqüència, les restes de monuments de l'Antiguitat romana, tantes vegades pintats per artistes de tot Europa que acudien a Roma a completar la seva formació, però mentre altres pintors repetien els models poètics del classicisme acadèmic, Corot els va pintar tal com els veia, com a volums que, sense perdre la seva significació històrica, variaven segons indiquessin els seus ulls. La llum italiana li ensenyaria una de les seves aportacions fonamentals al llenguatge pictòric de la modernitat: "El dibuix -deia Corot- és el primer que cal buscar. Seguidament, els valors. Aquests són els punts de suport. Després el color i, finalment, l'execució".
A França, Corot preferia les hores d'alba i el crepuscle, quan la llum es difumina, per sortir al camp a pintar. Però a Itàlia va aprendre que el color passava així a ser un factor relatiu, el paper del qual a la tela depenia dels altres tons que l'envoltaven. Amb això no tan sols estava avançant un principi essencial del llenguatge impressionista, sinó de tota la pintura moderna. Les seves pintures destil·laven l'harmonia característica de l'Arcàdia, recordatori clàssic de les seves primeres influències. Aquesta Escena rural, pintada el 1873, és d'un somiejador lirisme poètic. En el primer pla, i apareixen uns arbres de considerables dimensions, forma compositiva a la que solia recorri l'artista, a l'esquerra, i a través de les seves branques, aquest arbre deixa entreveure un conjunt d'edificacions idealitzades i, al front, el rabeig d'un riu. Així-mateix, les dues persones són característiques de la seva producció, ja que Corot incloïa invariablement una sola taca de color intens, com una boina o un xal vermell, que cridessin l'atenció i li'n permetés centrar l'escena.
Camille Corot va influir de forma molt important en l'estil i personalitat pictòrica del pintor olotí Josep Olivet Legares.
En el seu cercle parisenc, era conegut amb el sobrenom de Pare Corot, pel seu esperit caritatiu i la seva costum d'ajudar els joves artistes en dificultats. El seu amic Alfred Robautvva catalogar la seva obra per primer cop.

## Obres destacades
- Diana i Acteó (1836) Metropolitan Museum of Art, Nova York
- Record de Mortefontaine (1864) Museu Louvre de París
- Ville d'Avray, l'étang au bouleau devant les villas (1873) Museu Toulouse-Lautrec, Albi

## Galeria

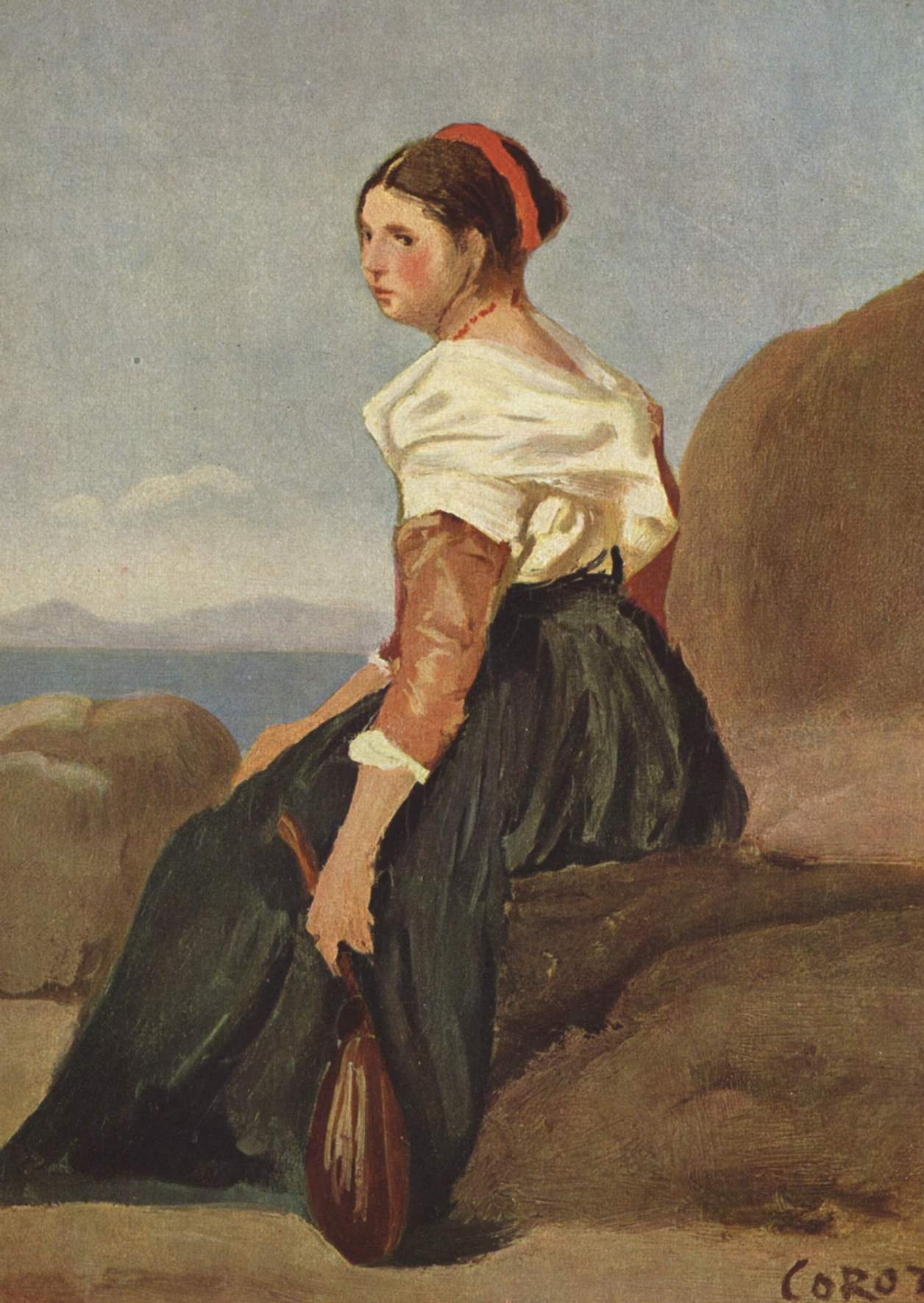
Senyora Mandolina
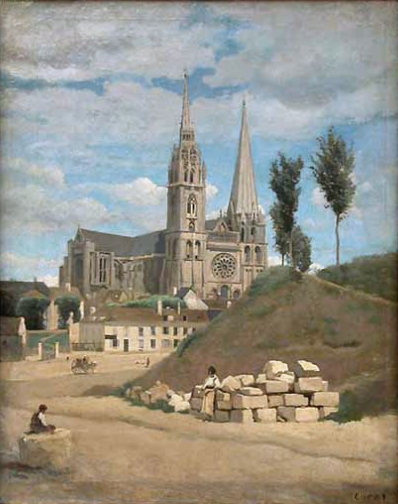
Catedral de Chartres
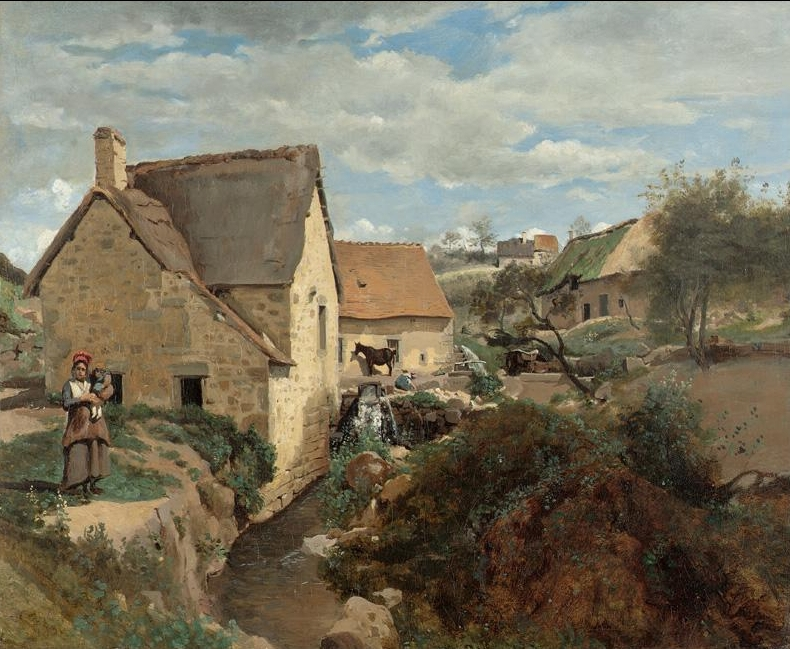
Molí
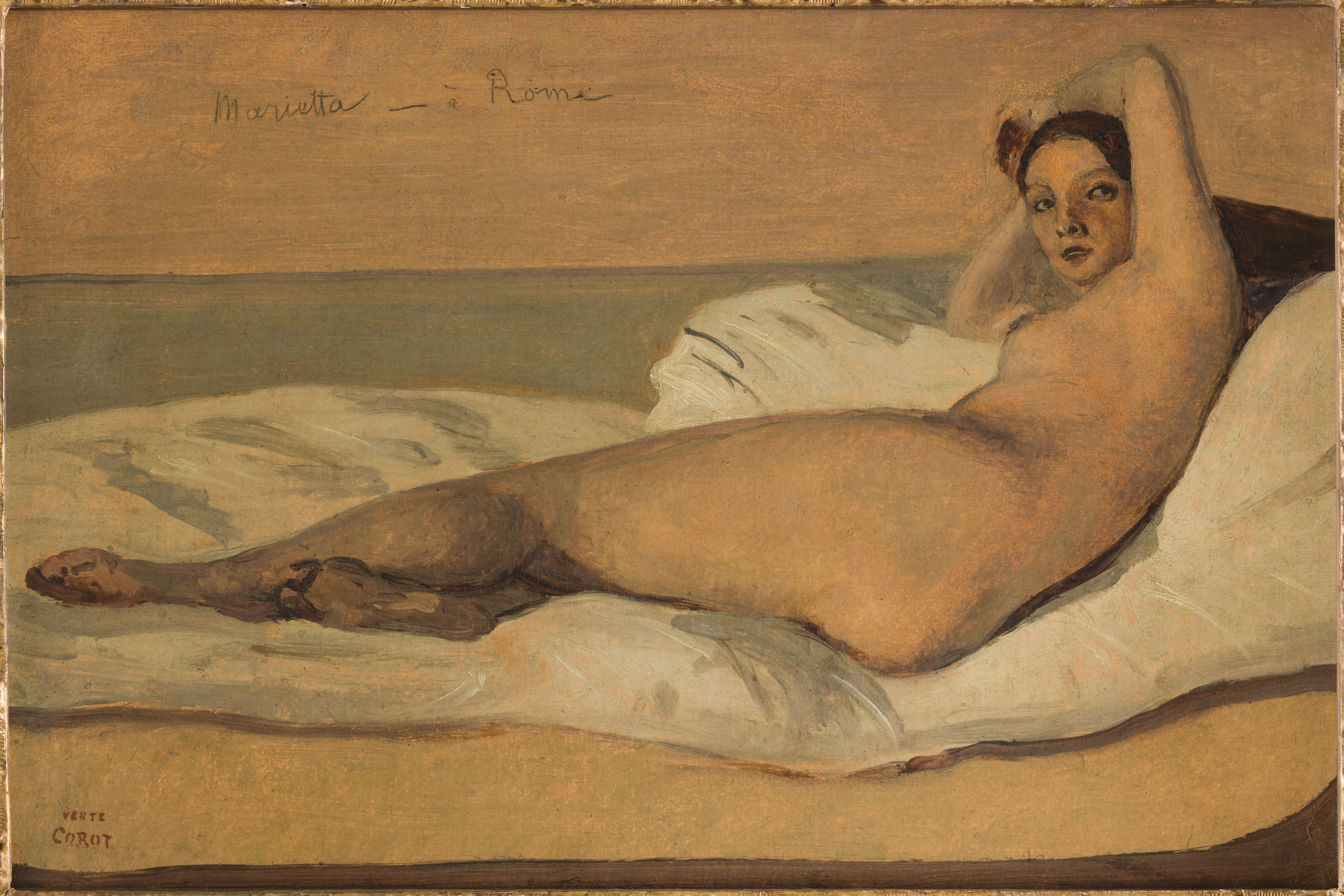
Marietta (odalisca)
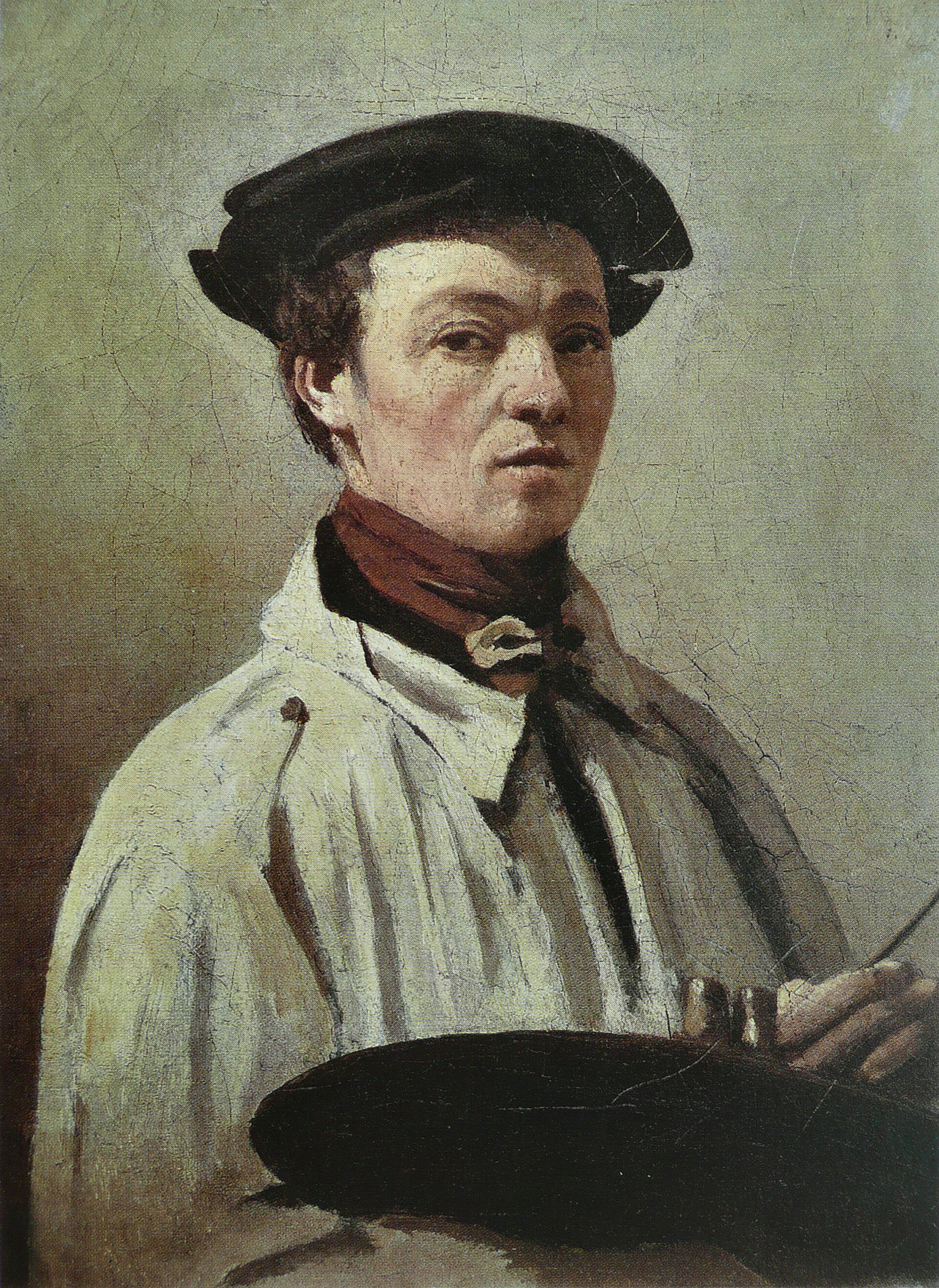
Autoretrat
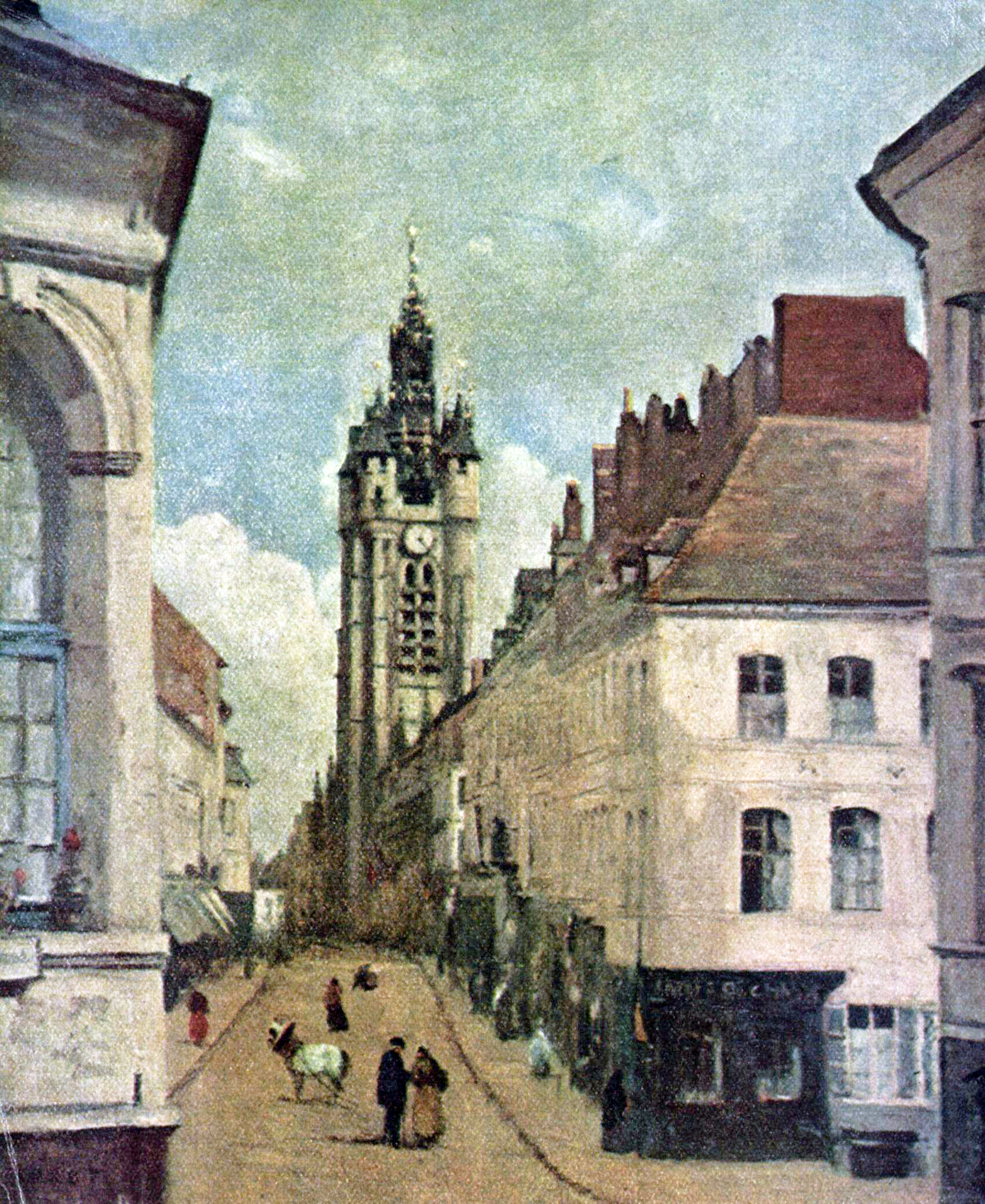
Centre de Duai
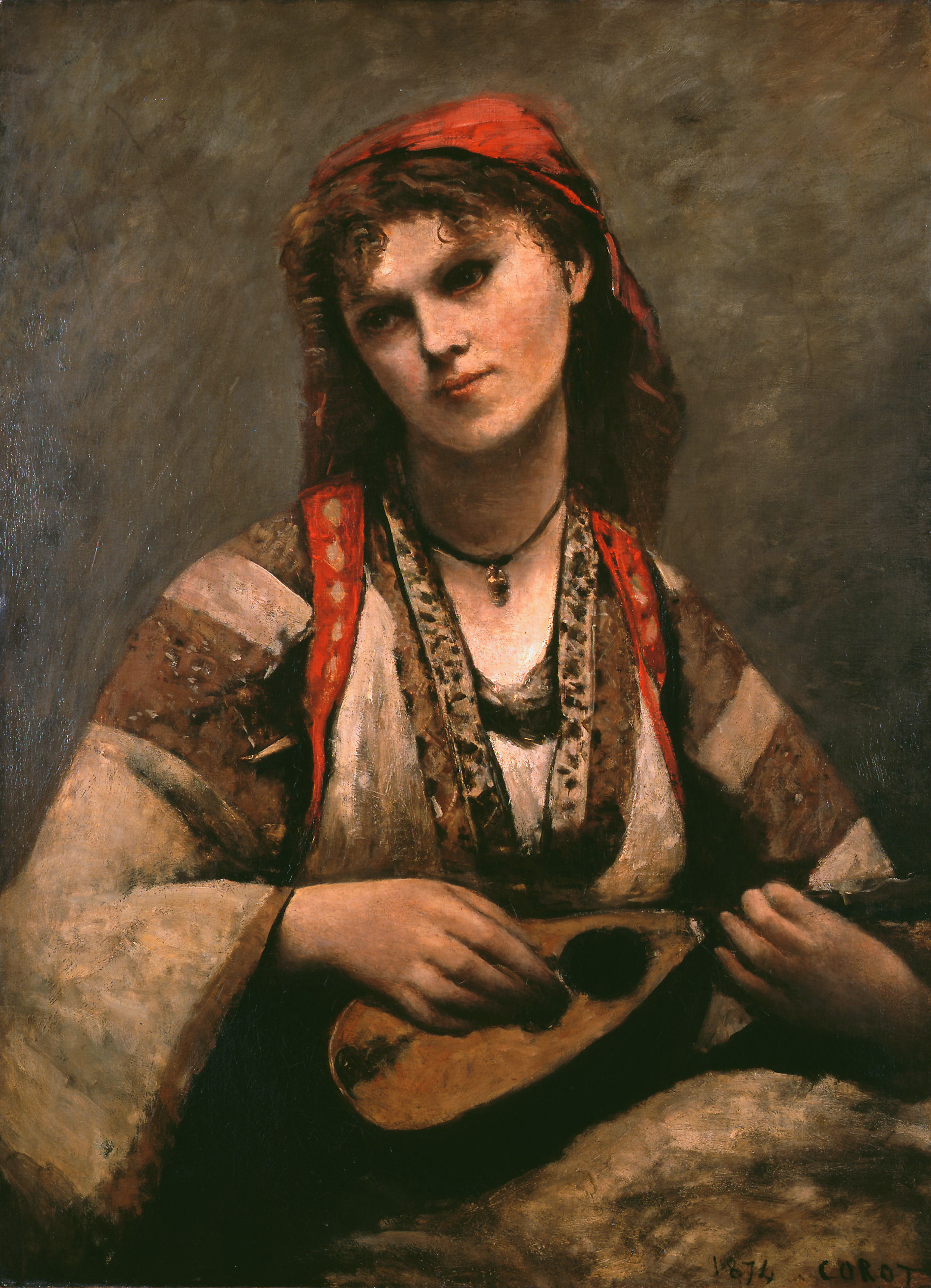
Zíngara amb mandolina
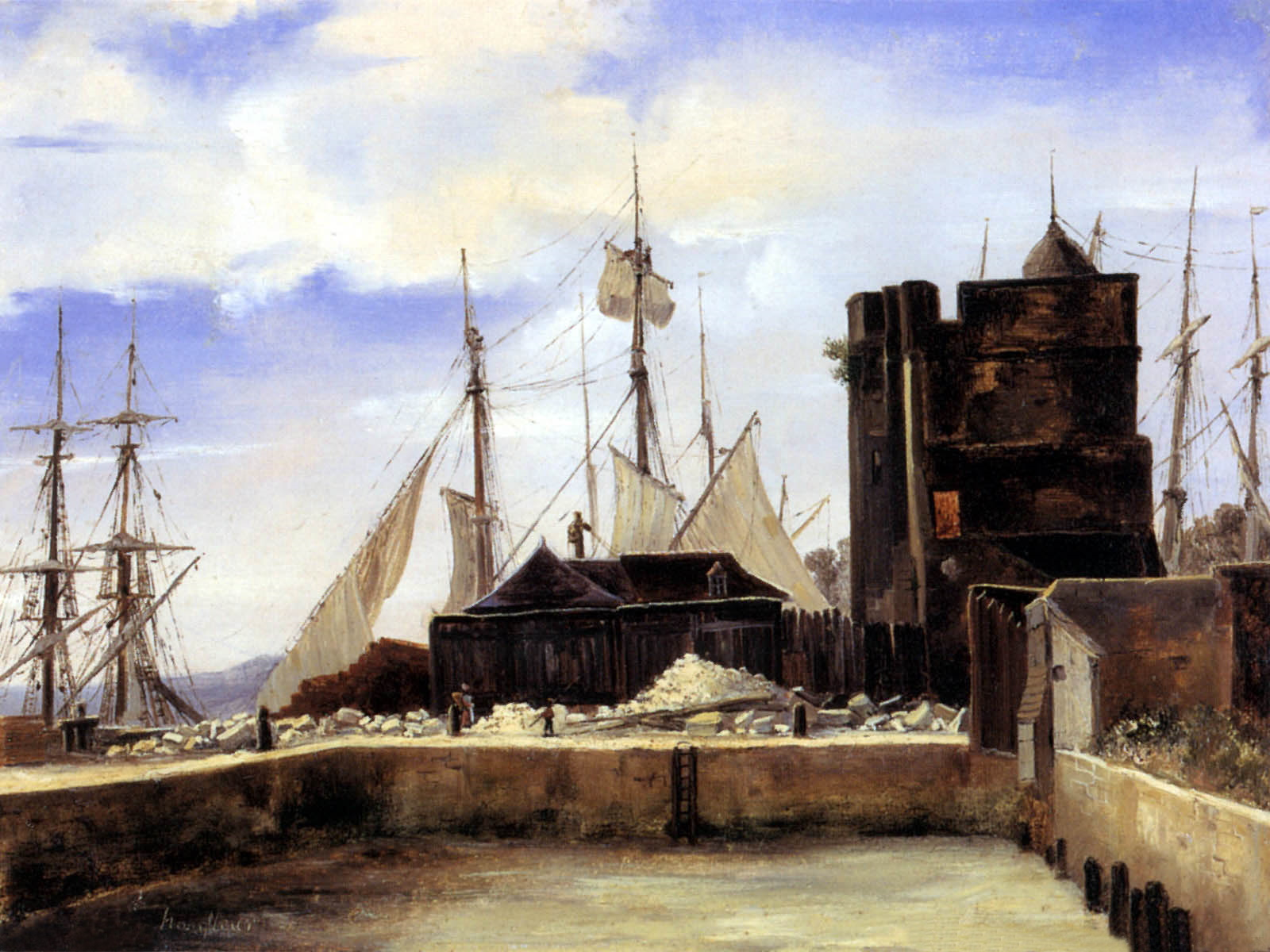
Port Vell d'Honfleur
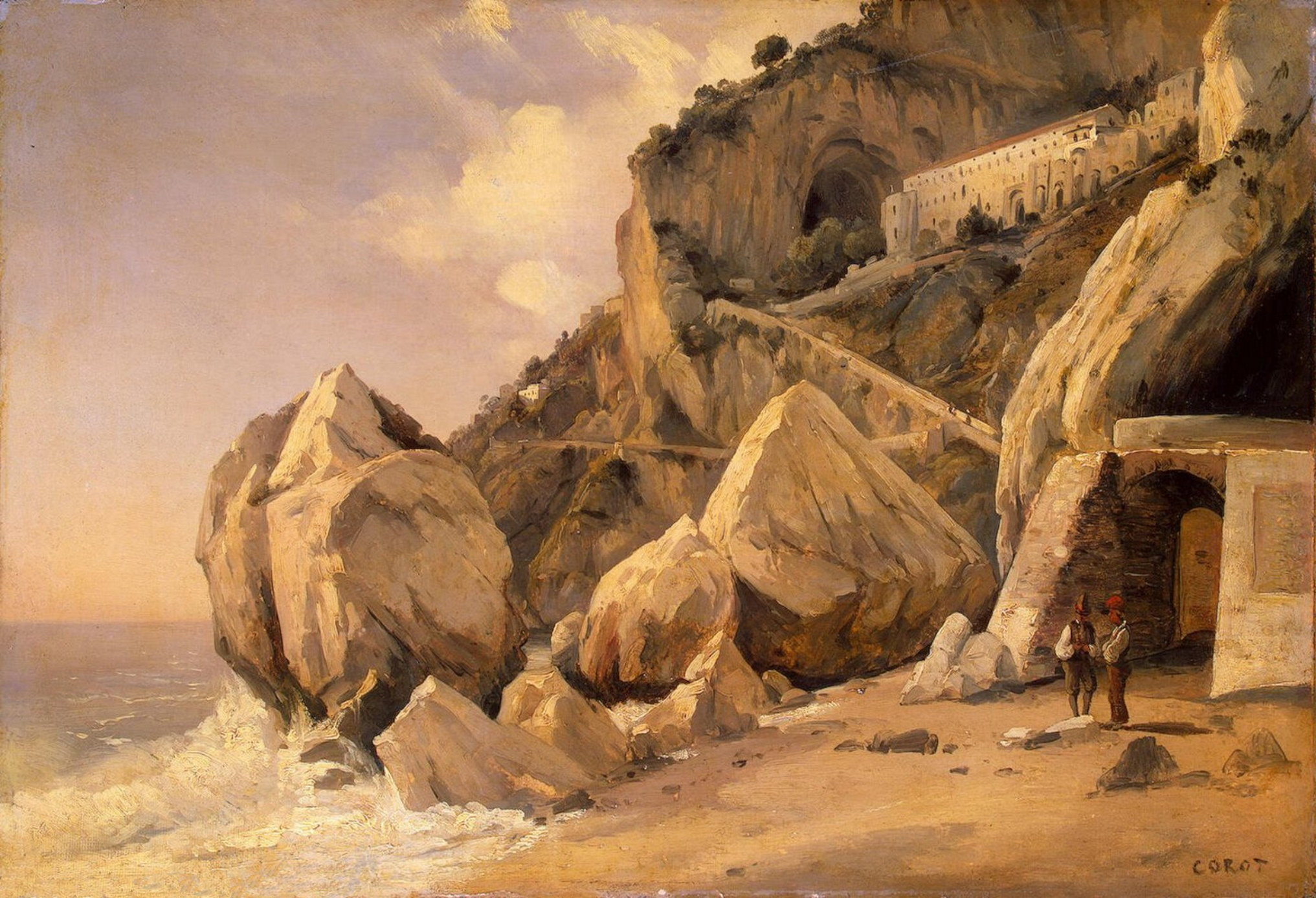
Les roques
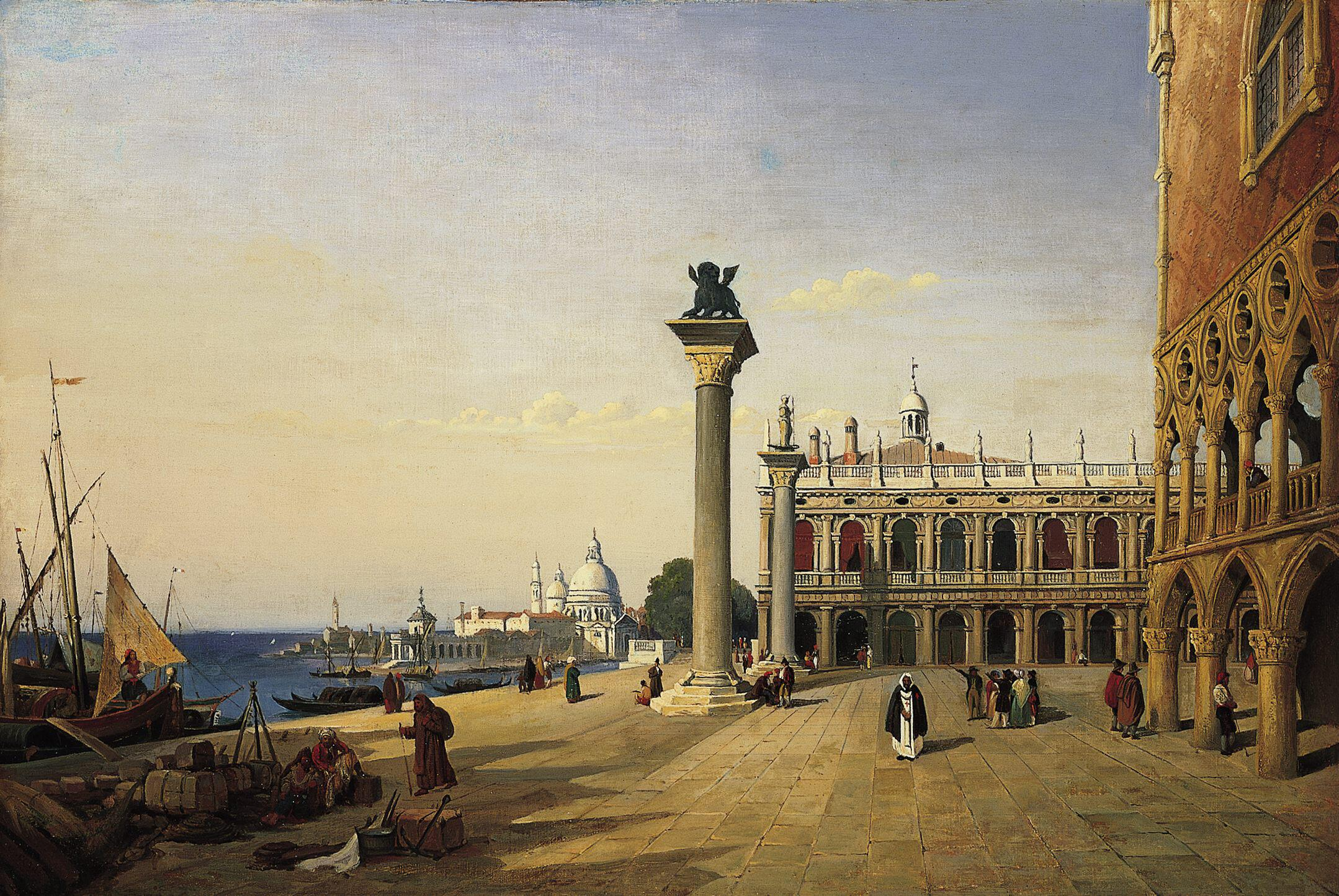
La Piazetta (Venècia)